# Chapelle Rhénane
La Chapelle Rhénane ist ein französisches Ensemble von Sängern und Instrumentalisten.

## Beschreibung
Die Gründung erfolgte 2001 durch den Tenor Benoît Haller (* 1972). Schwerpunkt des Ensembles sind europäische Vokalmusik des Barock, welche in historischer Aufführungspraxis musiziert werden. Als eines der ersten professionellen Ensembles führte die Chapelle Rhénane 2008 die Johannespassion von J. S. Bach mit der Disposition der Sänger vor dem Orchester auf.  Die CD-Veröffentlichungen wurden mit mehreren Diapason d’or ausgezeichnet.

## Auszeichnungen
- 2003 Prix Européen de la Culture

## Tondokumente
- Symphoniæ Sacræ • extraits du deuxième Livre (1647) – Heinrich Schütz (2004)
- Theatrum Musicum & Leçons de Ténèbres – Samuel Capricornus (2006)
- Magnificat d'Uppsala et autres œuvres sacrées – Heinrich Schütz (2006)
- Histoire de la Résurrection & Musikalische Exequien – Heinrich Schütz (2007)
- Membra Jesu Nostri – Dietrich Buxtehude (2008)
- Passio secundum Johannem – Johann Sebastian Bach (2010)
- Psalmen Davids • extraits du recueil de 1619 – Heinrich Schütz (2012)
- Messiah – Georg Friedrich Händel (2013)